# Wiki Loves Pride

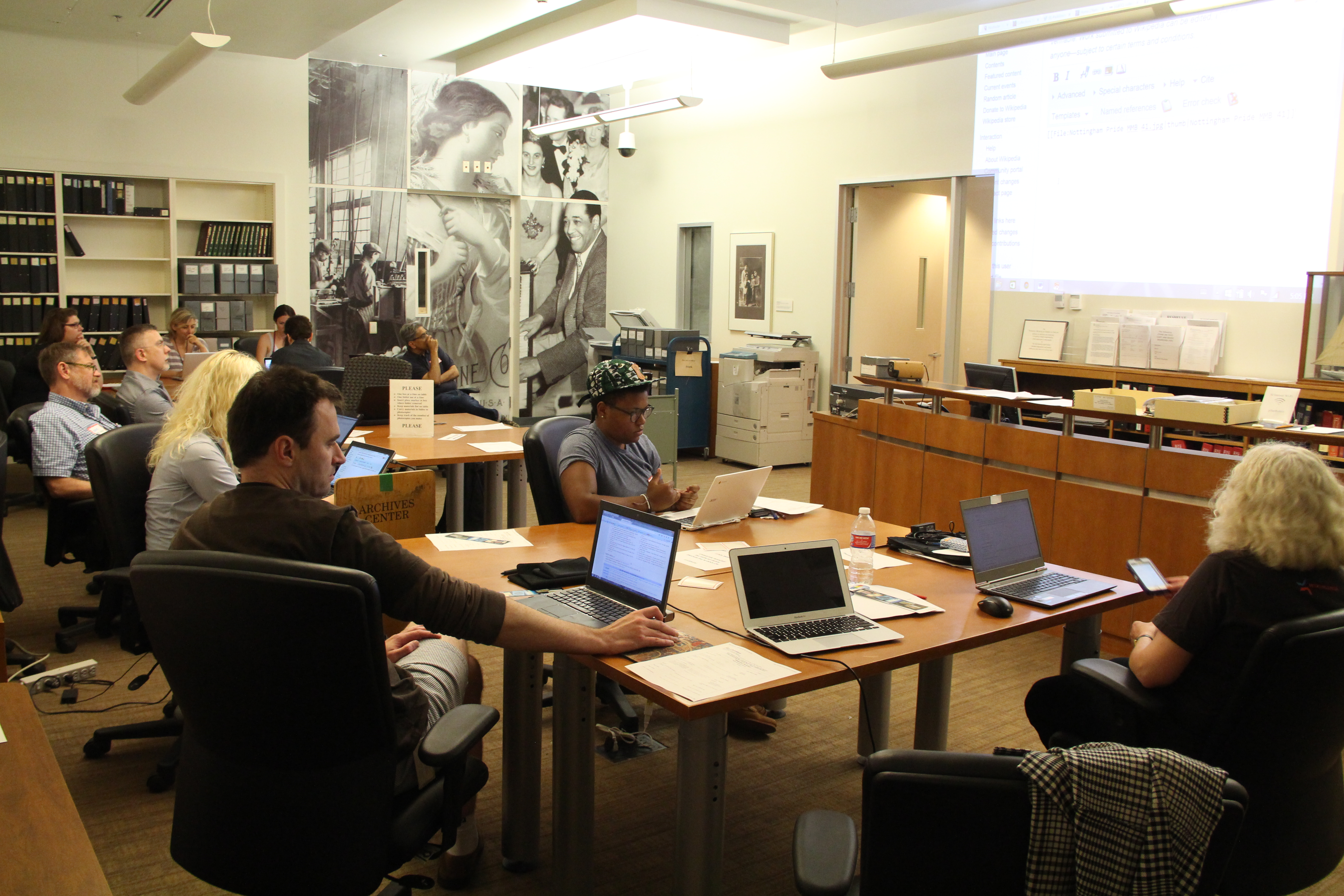
Participantes do Wiki Loves Pride no National Museum of American History em Washington, D.C., em 2015

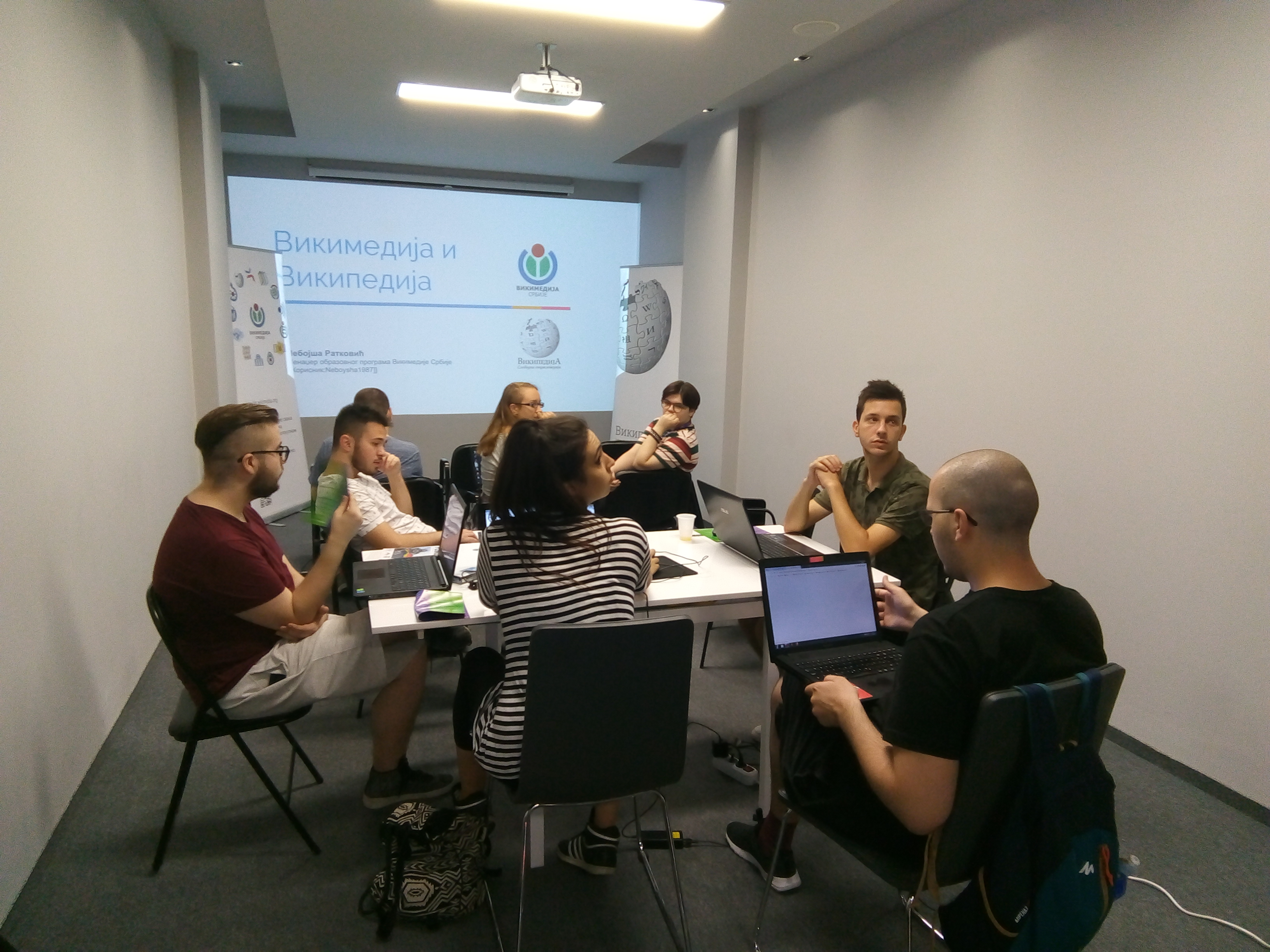
Participantes da Wiki Loves Pride no Pride Info Center, Belgrado (2018)

Wiki Loves Pride é uma campanha para melhorar o conteúdo relacionado a LGBT na Wikipedia e em outros projetos do movimento Wikimedia.

## Descrição
Wiki Loves Pride (ou Wiki Ama o Orgulho) é uma campanha para melhorar o conteúdo relacionado a LGBT na Wikipedia e em outros projetos do movimento Wikimedia. O projeto visa criar novas entradas de enciclopédia e melhorar a cobertura existente de eventos LGBT notáveis, pessoas, e lugares, e maratonas de edição foram organizadas para facilitar a colaboração de editores interessados. Além da criação de conteúdo, os participantes trabalharam para traduzir artigos em outras línguas e fotografar paradas do orgulho e outros eventos. A "celebração do orgulho" concentra-se em junho e outubro, "tradicionalmente os meses em que as comunidades lésbicas, gays, bissexuais e transgêneros (LGBT) em todo o mundo celebram a cultura e a história LGBT".

## História
A campanha foi lançada com o apoio da Fundação Wikimedia em 2014. As atividades foram realizadas em pelo menos uma dúzia de cidades nos Estados Unidos, bem como em Bangalor e Nova Deli, na Índia. O fundador da organização LGBT Queerala organizou uma maratona de edições em Cochim em 2015, com suporte do capítulo da Wikimedia da Índia; os participantes criaram mais de uma dúzia de novas entradas para a Wikipédia em malaiala. Em 2019, 80 eventos foram organizados em 18 países; uma dúzia de eventos Wiki Loves Pride foram hospedados em bibliotecas, principalmente nos EUA e incluindo a biblioteca da Universidade Bucknell e a Biblioteca Central de Minneapolis. Bibliotecários anfitriões "ajudaram a configurar o espaço, localizar recursos para melhorar os artigos da Wikipedia, ajudaram com citações e, às vezes, apenas vieram para se editar e orientar novatos".

Os eventos também foram sediados pelo Metropolitan Museum of Art, Museu de Arte Moderna, Biblioteca Pública de Nova Iorque, e a Nova Southeastern University.